# Lộc Ninh, Đồng Nai
Lộc Ninh là xã của tỉnh Đồng Nai, Việt Nam.
Thị trấn Lộc Ninh có diện tích 8,43 km², dân số năm 2017 là 11.148 người, mật độ dân số đạt 1.322 người/km².